# La Chapela de Gonaguet
La Chapela de Gonaguet (en francès La Chapelle-Gonaguet) és un municipi francès situat al departament de la Dordonya i a la regió de la Nova Aquitània.

## Demografia
| 1962                                       | 1968 | 1975 | 1982 | 1990 | 1999 | 2007  |
| ------------------------------------------ | ---- | ---- | ---- | ---- | ---- | ----- |
| 348                                        | 337  | 331  | 421  | 703  | 863  | 1.024 |
| Des de 1962: població sense dobles comptes |      |      |      |      |      |       |

## Administració
| Període   | Identitat         | Partit |
| --------- | ----------------- | ------ |
| 1959-1971 | Louis Desmoulin   |        |
| 1971-1993 | Raoul Rousseau    |        |
| 1993-2008 | Jean-Yves Guidoux |        |
| 2008-     | Alain Le Pape     | PS     |